# Războiul Ruso-Turc (1676–1681)
Războiul ruso-turc din 1676-1681, a fost un conflict între Imperiul Rus și Imperiul Otoman care a avut drept cauză creșterea agresivității turcilor în a doua jumătate a secolului al XVII-lea. După ce au cucerit regiunea Podolia în timpul războiului polono-turc din 1672-1676, otomanii năzuiau să-și extindă controlul asupra întregii Ucraine Apusene, ajutați fiind de vasalul lor, hatmanul Petro Doroșenko. Politica pro-turcă a hatmanului a creat numeroase disensiuni printre cazacii ucraineni. Până în cele din urmă, în 1674, cazacii l-au ales pe Ivan Samoilovici (hatman al Ucrainei Răsăritene) și s-au fortificat în Cighirin. În 1676 Petro Doroșenko atacă Cighirinul dar este înfrânt de cazacii ajutați de ruși.
În 1677 turcii și Doroșenko au hotărât să atace iar Cighirinul. Armatele turce și ucrainene au asediat orașul Cighirin. Până la urmă, forțele cazacilor și ale rușilor, conduse de Samoilovici și Grigori Romodanovski, au apărat Cighirinul și l-au obligat pe Doroșenko să se predea. După ce a lăsat o garnizoană în Cighirin, armatele ruse s-au retras pe malul stâng al Niprului. Sultanul otoman l-a numit apoi pe Iuri Hmelnițki hatman al Ucrainei Apusene. 
În iulie 1678, armata turcă (aproximativ 20.000 de oameni) sub conducerea Marelui Vizir Kara Mustafa ajutat de armatele Tării Românești și ale Moldovei conduse de domnitorii Gheorghe Duca și Antonie Ruset , a asediat încă o dată Cighirin. Armata ruso-cazacă a fost învinsă iar turcii au reușit să ocupe orașul la 11 august. Armata rusă s-a retras dincolo de Nipru. În urma războiului, Domnitorul Moldovei, Gheorghe Duca a fost numit Hatman al Ucrainei.
În 1679-1680, rușii au respins atacurile tătarilor crimeeni și au semnat la Bahcisarai un tratat de pace pe 3 ianuarie 1681, prin care granița ruso-turcă era stabilită pe linia Niprului.

## Vezi și
- Relațiile ruso-turce